# آلبرت ادوارد ویلفرد گلیچن
آلبرت ادوارد ویلفرد گلیچن (انگلیسی: Lord Edward Gleichen; ۱۵ ژانویهٔ ۱۸۶۳ – ۱ ژانویهٔ ۱۹۳۷) نظامی و سیاستمدار اهل بریتانیا بود.